# Hongshanornis
Hongshanornis es un género extinto de avialano perteneciente al clado Euornithes cuyos fósiles han sido encontrados en depósitos lacustres del Cretácico inferior de la Formación Yixian, Mongolia Interior en China. El espécimen holotipo, recuperado en 2005, se encuentra actualmente en el Instituto de Paleontología de Vertebrados y Paleoantropología de Pekín. Fue hallado en los yacimientos fósiles de Jianshangou, con una antigüedad de 124,6 millones de años. Se han reportado tres especímenes adicionales, aunque solo uno de ellos ha sido identificado definitivamente como perteneciente a Hongshanornis. Este último espécimen se halló en los yacimientos fósiles de Dawangzhangzi, con una antigüedad de aproximadamente 122 millones de años.
Hongshanornis pertenece al grupo Hongshanornithidae, al que le dio su nombre. Está estrechamente emparentado con Longicrusavis, que coexistió con Hongshanornis en el ecosistema de Dawangzhangzi, y es muy similar a Parahongshanornis, de la Formación Jiufotang.